# L'apprendista (album)
L'apprendista è un album degli Stormy Six, pubblicato dall'etichetta Cooperativa L'Orchestra nel 1977. I brani del disco furono registrati il 4, 5, 6, 26, 27, 28, 29 aprile e 2, 3 maggio del 1977 negli studi Ariston di San Giuliano Milanese, Milano (Italia).

## Tracce
Lato A
1. Buon lavoro! – 5:45 (Carlo De Martini, Tommaso Leddi, Umberto Fiori)
2. L'apprendista – 5:34 (Tommaso Leddi, Umberto Fiori)
3. Carmine – 5:47 (Tommaso Leddi, Umberto Fiori)
4. Il barbiere – 7:29 (Tommaso Leddi, Umberto Fiori)

Lato B
1. Cuore – 5:45 (Tommaso Leddi, Umberto Fiori)
2. Il labirinto – 8:15 (Franco Fabbri, Umberto Fiori)
3. Rosso – 2:56 (Franco Fabbri, Umberto Fiori)
4. L'orchestra dei fischietti – 6:24 (Tommaso Leddi, Umberto Fiori)

## Musicisti
- Franco Fabbri - voce, chitarra acustica, chitarra elettrica, vibrafono, xilofono
- Carlo De Martini - violino, viola, mandolino, chitarra acustica, voce
- Umberto Fiori - voce, chitarra acustica
- Tommaso Leddi - mandolino, violino, chitarra acustica, chitarra elettrica, pianoforte
- Luca Piscicelli - basso, voce
- Salvatore Garau - batteria
- Stormy Six - produttore
- Giorgio Albani - ingegnere del suono
- Roberto Di Muro Villicich - ingegnere del suono, mixaggio

Ospiti
- Gianfranco Gagliardi - tastiere
- Renato Rivolta - sassofoni
- Leo Dosso - fagotto
- Andrea Vicario - violoncello
- Bruno Fraimini - percussioni (brano: Cuore)
- Pino Martini - basso (brani: Carmine e Il barbiere)
- Cristina Pederiva - viola (brano: Rosso)[1]